# Linia kolejowa Korosteń – Żytomierz
Linia kolejowa Korosteń – Żytomierz – linia kolejowa na Ukrainie łącząca stację Korosteń ze stacją Żytomierz. Zarządzana jest przez dyrekcję korosteńską Kolei Południowo-Zachodniej (oddział ukraińskich kolei państwowych).
Znajduje się w obwodzie żytomierskim. Na całej długości jest niezelektryfikowana i jednotorowa.